# Plexaura esperi
Plexaura esperi är en korallart som beskrevs av Addison Emery Verrill 1907. Plexaura esperi ingår i släktet Plexaura och familjen Plexauridae. Inga underarter finns listade i Catalogue of Life.